# Barilius chatricensis
Barilius chatricensis е вид лъчеперка от семейство Шаранови (Cyprinidae). Видът е уязвим и сериозно застрашен от изчезване.

## Разпространение
Разпространен е в Индия (Манипур).

## Описание
На дължина достигат до 8,6 cm.